# Argument inkonzistentnih otkrivenja
Argument inkonzistentnih otkrivenja također poznat kao problem izbjegavanja pogrešnog pakla označava argument protiv Božje egzistencije. On tvrdi da je nevjerojatno da Bog postoji zato što su mnogi teolozi i vjerni sljedbenici dosad proizveli konfliktna i međusobno isključiva otkrivenja. Argument navodi da jer osoba nepovjerljiva otkrivenju mora otkrivenje ili prihvatiti ili odbaciti samo na osnovi autoriteta njegova zagovornika i da ne postoji ni jedan način da običan smrtnik razriješi ove konfliktne tvrdnje istraživanjem, razborito je stoga suzdržati se od ikakva suda.
Također se tvrdi da je teško prihvatiti egzistenciju bilo kojeg Boga bez osobnog otkrivenja. Većina argumenata za Božju egzistenciju nije specifična ni za jednu religiju i može se primijeniti na mnoge religije s gotovo jednakom valjanošću. Suočeni s takvim nadmećućim tvrdnjama u odsustvu osobna otkrivenja, tvrdi se da je teško odlučiti se između njih, čak do te mjere da prihvaćanje bilo koje religije zahtijeva odbacivanje ostalih. Kad bi osobno otkrivenje bilo podareno nevjerniku, isti problem zbunjenosti razvio bi se u svake nove osobe s kojom vjernik dijeli to otkrivenje.

## Matematički opis
Ako se pretpostavi da:
- je egzistencija nekog boga sigurna,
- postoji neki broj (n) različitih, međusobno isključivih interpretacija o tom bogu u kojeg netko može vjerovati,
- ne postoji način da se utvrdi koja je od njih, ako uopće ikoja, istinita a priori

tada je vjerojatnost odabira prakticiranja ispravne religije (putem odgoja ili činjenjem Pascalove oklade) jednaka 1⁄n. Dakle, ako postoji više od dviju različitih vjera, vjerojatnost da neka osoba odabere vjerovati u bilo koju od njih koju smatra ispravnom manja je od 1 prema 2 (50 % ili 1⁄2).
Budući da postoji na stotine religija, od kojih neke imaju na tisuće sekta s nadmećućim interpretacijama, vjerojatnost da religija zadane osobe bude ona koja je istinita (uz isključenje svih ostalih), neizmjerno je mala. Štoviše, mora se uzeti u obzir da skup iz kojeg neka osoba mora izabrati vjeru nije jednostavno skup postojećih vjera, već skup svih mogućih vjera. Moguće je na primjer da je 'istinita' vjera neka koja je otkrivena davno, ali je otad zaboravljena; ili je neka koja tek treba biti otkrivena. Ovaj problem dodatno kompliciraju one religije koje govore o egzistenciji zlih duhova sposobnih obmanuti ljude, jer bi svako izrečeno otkrivenje moglo biti lažna tvorevina takvih duhova, a svako prvotno istinito otkrivenje takvi bi duhovi naknadno mogli pokvariti i učiniti neistinitim. I stoga, ako takvi zli dusi postoje ili su postojali, istinska vrijednost svake predložene religije mora biti jednaka nuli.

## Pojave
Argument se pojavljuje među ostalim i u Voltaireovu Candideu i Filozofskom rječniku. Također je iskazan u Diderotovoj tvrdnji da koji god dokazi za Božju egzistenciju bili ponuđeni u kršćanstvu ili ikojoj drugoj religiji, "imam može razmišljati na jednak način".